# Bo Börjesson
Bo Börjesson född 1 december 1949 i Gamlestaden, Göteborg och uppvuxen i Linnarhult i Göteborg, är en svensk fotbollsspelare som spelade i IFK Sundsvall 1973–1984, bland annat under lagets glansperiod i allsvenskan 1976–1979.
Börjesson började sin fotbollskarriär i Gunnilse IS (1964–1970), då i division V, och sedan för det allsvenska laget Örgryte IS (1971–1972) innan han flyttade från Göteborg till Sundsvall. Före Börjesson hade Örgryte-spelarna Lennart Ottordahl och Rolf "Bronco" Hansson flyttat till IFK Sundsvall, då ett division II-lag, vilket bidrog till att även han hamnade i Sundsvall.
Börjesson gjorde landslagsdebut 1976, i en träningsmatch mot Finland i Malmö, där han gjorde ett mål. Han medverkade i landslaget i kvalet till VM 1978 och gjorde mål i bägge matcherna mot Schweiz. Börjesson gjorde sammanlagt 23 A-landskamper, en av ytterst få landslagsmän som spelat både forward, mittfältare och mittback. 
1998 började Börjesson arbeta med talangutveckling hos Svenska Fotbollförbundet.
I januari 2008 utsågs Börjesson i en omröstning till Medelpads bäste manlige fotbollsspelare genom tiderna i konkurrens med till exempel Tomas Brolin och Anders Grönhagen.